# Thuidium brachypyxis
Thuidium brachypyxis är en bladmossart som beskrevs av C. Müller 1897. Thuidium brachypyxis ingår i släktet tujamossor, och familjen Thuidiaceae. Inga underarter finns listade i Catalogue of Life.